# Ян Тишкевич
Ян Тишке́вич (пол. Jan Tyszkiewicz; 1851 —  9 червня 1901, Париж, Франція) — граф герба Леліва. Четвертий ординат міста Біржай на Литві.

## Біографія
Син Міхала Тишкевича та Марії Радзивілл.
4 вересня 1878 року у Львові одружився з Климентиною Потоцькою. 3 жовтня 1882 року в місті Біржай в них народився єдиний син Альфред.
Останній власник по чоловічій лінії містечка Сатанів.